# Microptila indra
Microptila indra is een schietmot uit de familie Hydroptilidae. De soort komt voor in het Oriëntaals gebied.